# Roman Knižka

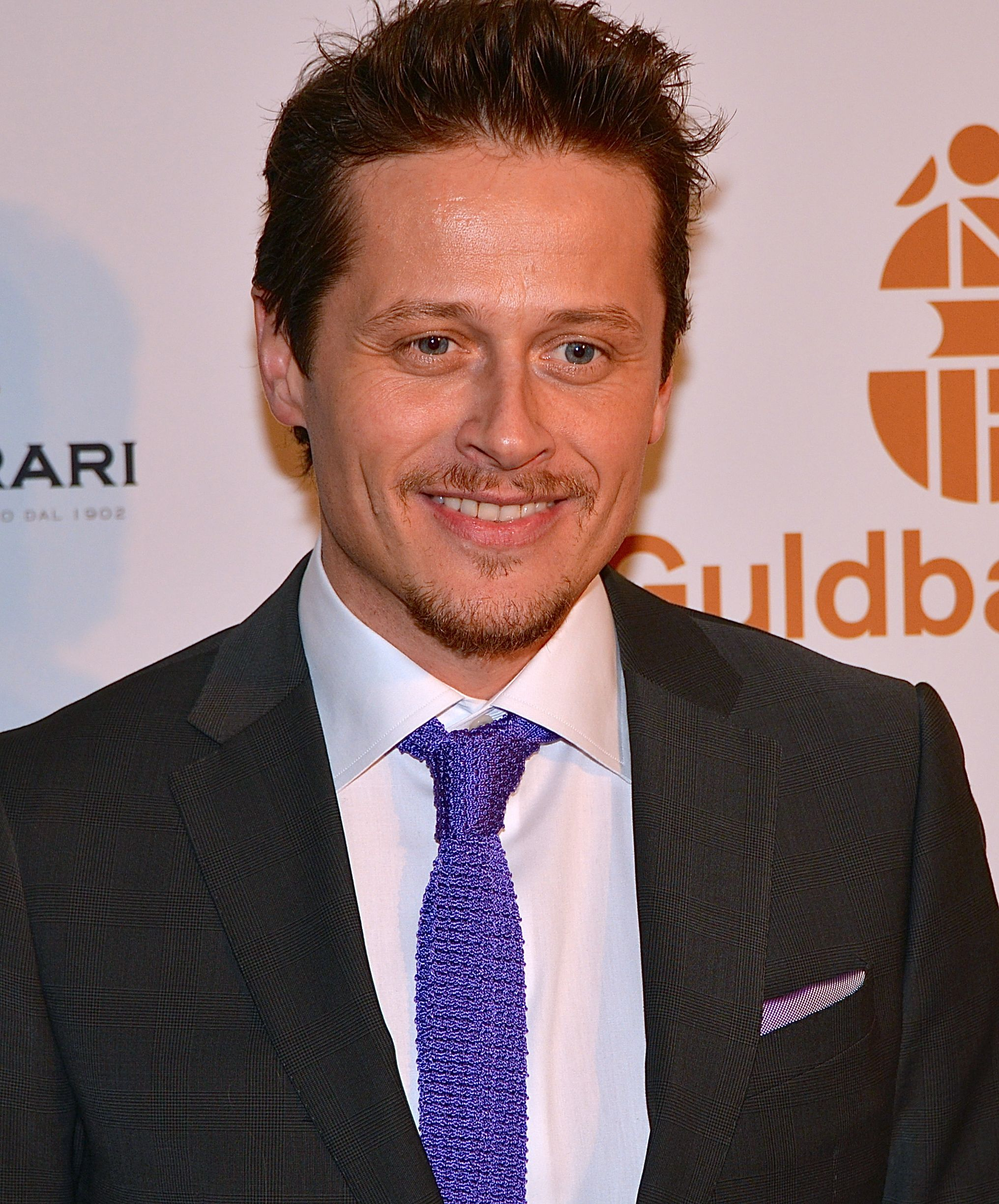
Roman Knižka, 2013

Roman Knižka (* 8. Februar 1970 in Bautzen) ist ein deutscher Schauspieler und Hörbuch- sowie Hörspielsprecher.

## Leben

### Jugend und Ausbildung
Roman Knižka entstammt einer Künstlerfamilie. Seine Mutter ist Sängerin, sein slowakischer Vater Fero Knižka (1941–2003) zog in den 1960er-Jahren aus der Tschechoslowakei in die DDR und arbeitete als Tänzer und Choreograph. Knižka wuchs in Bautzen auf.
Nach seiner Schulzeit absolvierte er an der Dresdner Staatsoper eine Ausbildung als Theatertischler und arbeitete anschließend als Dekorateur am Staatsschauspiel Dresden. Kurz vor dem Mauerfall flüchtete er im Sommer 1989 in die Bundesrepublik Deutschland und studierte an der Westfälischen Schauspielschule in Bochum, wo er in der Spielzeit 1993/1994 als Andrés seine erste Hauptrolle in Karsten Schifflers Bühneninszenierung von Antonio Buero Vallejo Brennende Finsternis hatte. Die Zeitschrift Theater heute kürte Knižka 1994 zu einem der Nachwuchsschauspieler des Jahres 1994/1995.

### Karriere
Sein Filmdebüt gab er 1993 in der Rolle des jungen Roger in Rolf Silbers TV Films Ausgespielt. 1996 war er in der schweiz-amerikanischen Komödie Sausages erstmals auf der Kinoleinwand zu sehen und spielte Til Schweigers jüngeren Bruder Jan in Urs Eggers Remake des Kinoklassikers Die Halbstarken. 1999 spielte er neben Heiner Lauterbach und Franka Potente in Friedemann Fromms Schlaraffenland den Kommissar Michi Holzner, der sich mit seinem Kollegen 2,5 Millionen Mark unter den Nagel reißt. Im selben Jahr wurde er in der Rolle des Benno durch das Filmdrama Vergiss Amerika an der Seite von Marek Harloff und Franziska Petri einem breiteren Publikum bekannt. Im Film Mein Bruder der Vampir spielt er 2001 den geistig behinderten Bruder Josh. 2002 sah man ihn im niederländischen Kinofilm Twin Sisters, welcher oscarnominiert war. Seither spielte er in zahlreichen Film- und Fernsehproduktionen mit.
In der Spielzeit 2005/2006 spielte er in Gil Mehmerts Adaption von John Steinbecks Von Mäusen und Menschen an der Seite von Hannes Jaenicke den trotteligen Lennie Small an der Neuen Schaubühne München. 2013 gab es mit ihm die Aufführung des Zwei-Personen-Theaterstücks Tag der Gnade von Neil LaBute zusammen mit Désirée Nosbusch im Theatres de la Ville de Luxembourg und an der Komödie Berlin.
Knižka gastierte wiederholt in diversen Fernsehserien und Krimireihen, wie Der Alte, Alarm für Cobra 11 – Die Autobahnpolizei, Tatort, Das Traumschiff, Rosamunde Pilcher, Ein starkes Team und Das Duo. Er wirkte auch in einigen Kinder- und Jugendproduktionen, wie 2005 als Achim Kriechbaum in Löwenzahn – Die Reise ins Abenteuer, 2009 in der Titelrolle des Märchenfilms Der gestiefelte Kater oder auch im Kinofilm Groupies bleiben nicht zum Frühstück, an der Seite von Kostja Ullmann.
Neben seiner Tätigkeit als Schauspieler spricht er eine Reihe von Hörbüchern und Hörspielen ein. Als Sprecher arbeitet er mit den klassischen Musikern von Opus45 zusammen.

### Privates
Knižka ist Schirmherr der Aline-Reimer-Stiftung mit Sitz in Neuenhagen bei Berlin, einer Initiative, die krebskranke Jugendliche und junge Erwachsene unterstützt. Seit 2012 war er mit der Lehrerin Stefanie Mensing verheiratet, mit der er zwei Söhne hat, darunter Leo (* 2005), mit dem er 2017 im ZDF-Film Ein Dorf rockt ab auftrat.

## Filmografie

### Kinofilme
- 1996: Sausages (Kurzfilm)
- 1999: Schlaraffenland
- 1999: Vergiss Amerika
- 2002: Die Zwillinge (De Tweeling)
- 2002: Mathilda
- 2003: Anatomie 2
- 2007: Reine Geschmacksache
- 2010: Groupies bleiben nicht zum Frühstück

### Fernsehfilme
- 1993: Ausgespielt
- 1996: Die Halbstarken
- 1997: Ausgerastet
- 1997: Trickser
- 1998: First Love – Die große Liebe
- 1998: Candy
- 1998: Ein Mann fällt nicht vom Himmel
- 1999: Jimmy the Kid
- 1999: Rote Glut
- 1999: Gefangen im Jemen
- 1999: Ein Mann steht auf
- 2000: Schweigen ist Gold
- 2001: Mein Bruder der Vampir
- 2002: Vienna
- 2003: Ich liebe das Leben
- 2004: Bauernprinzessin
- 2004: Das blaue Wunder
- 2005: Stürmisch verliebt
- 2005: Löwenzahn – Die Reise ins Abenteuer
- 2006: Die Hochzeit meiner Töchter
- 2007: Bauernprinzessin II – Kopf oder Herz
- 2007: Hochzeit um jeden Preis
- 2009: Die Drachen besiegen
- 2009: Bauernprinzessin III – In der Zwickmühle
- 2009: Der gestiefelte Kater
- 2009: Kinder des Sturms
- 2010: Der Einsturz – Die Wahrheit ist tödlich
- 2010: Ein Praktikant fürs Leben
- 2010: Single by Contract
- 2011: Blinde Spuren
- 2011: Flaschendrehen
- 2011: Rindvieh à la Carte
- 2012: Russisch Roulette (Zweiteiler)
- 2012: Tierisch verknallt
- 2012: Feuerengel
- 2013: Blitz Blank
- 2014: Krauses Geheimnis
- 2014: Cecelia Ahern: Mein ganzes halbes Leben
- 2014: Meine Mutter, meine Männer
- 2015: Hanna Hellmann
- 2015: Engel der Gerechtigkeit – Geld oder Leben
- 2016: Die Kinder meines Bruders
- 2017: Ein Dorf rockt ab
- 2017: Das Luther-Tribunal – Zehn Tage im April (Dokudrama)
- 2018: Echte Bauern singen besser
- 2019: Meine Nachbarn mit dem dicken Hund
- 2020: Wer einmal stirbt dem glaubt man nicht
- 2021: Der Weg nach Padulim
- 2021: Für immer Sommer 90
- 2024: Un/Dressed

### Fernsehserien und -reihen
- 1995: Schwarz greift ein (Folge 2x03)
- 1995: Doppelter Einsatz (Folge 2x04)
- 1996: Gegen den Wind (Folge 2x11)
- 1996: SK-Babies (Folge 2x05)
- 1996: Max Wolkenstein (Folge 1x18)
- 1996–2014: Der Alte (4 Folgen)
- 1997–2014: Alarm für Cobra 11 – Die Autobahnpolizei (3 Folgen)
- 1997: Tatort: Nahkampf
- 1997: Liebling Kreuzberg (Folge 5x09)
- 1998: Anwalt Abel (Folge 8x01)
- 1998: Schimanski: Geschwister
- 1999, 2003: Kommissar Rex (Folgen 5x04, 9x01)
- 2000: Tatort: Einsatz in Leipzig
- 2001: Stubbe – Von Fall zu Fall: Unschuldsengel (Folge 1x20)
- 2003: Stahlnetz – Ausgelöscht
- 2003: Tatort – Das Phantom
- 2003: Rosa Roth – Das leise Sterben des Kolibri (Folge 1x17)
- 2004: Das Traumschiff – Sri Lanka (Folge 1x47)
- 2004: Der letzte Zeuge (Folge 6x04)
- 2004: Rosamunde Pilcher – Dem Himmel so nah (Folge 1x55)
- 2004: Tatort: Janus
- 2005: Ein Fall für zwei (Folge 25x01)
- 2005: SOKO 5113 (Folge 29x01)
- 2005: Das Traumschiff: Oman (Folge 1x49)
- 2006: Ein starkes Team: Dunkle Schatten (Folge 1x32)
- 2006: Einsatz in Hamburg – Mord auf Rezept (Folge 1x07)
- 2006: Pfarrer Braun: Der unsichtbare Beweis (Folge 1x07)
- 2007: Siska (Folge 10x08)
- 2008: Tatort: Todesstrafe
- 2008: Utta Danella: Mit dir die Sterne sehen
- 2008: Dr. Molly & Karl (8 Folgen)
- 2009: Tatort: Familienaufstellung
- 2009–2020: SOKO Köln (3 Folgen)
- 2011: Das Duo: Liebe und Tod (Folge 1x22)
- 2012: Notruf Hafenkante (Folgen Karambolage 1 und 2)
- 2012, 2017: SOKO Leipzig (Folgen 16x15, 17x03)
- 2012: Heiter bis tödlich: Hauptstadtrevier (Folge 1x04)
- 2012: SOKO Stuttgart (Folge 4x12)
- 2013: Danni Lowinski (Folge 4x02)
- 2013: Wilsberg: Treuetest (Folge 1x38)
- 2013: Der letzte Bulle (Folge 4x12)
- 2014: Kommissar Marthaler – Partitur des Todes
- 2014: Josephine Klick – Allein unter Cops (Folge 2x02)
- 2015: Der Staatsanwalt (Folge 10x04)
- 2015: Rosamunde Pilcher – Vollkommen unerwartet
- 2015: Tatort: Kälter als der Tod
- 2016: Die Bergretter (Folge 8x01)
- 2016: Ein Fall für zwei (Folge 3x02)
- 2017: Der Bergdoktor (Folge 10x06)
- 2017: Friesland: Krabbenkrieg (Folge 1x05)
- 2017: Die Chefin (Folge 8x04)
- 2017: Chaos-Queens: Für jede Lösung ein Problem (Folge 1x01)
- 2018: Rosamunde Pilcher – Geerbtes Glück (Folge 1x134)
- 2019, 2020: Dark (Folgen 2x01, 3x06–3x07)
- 2019: Donna Leon – Stille Wasser (Folge 1x26)
- 2020: Der Lehrer (Folge 8x04)
- 2020: Tatort: Rebland
- 2023: Nord bei Nordwest – Auf der Flucht (Folge 18)
- 2023: Rosamunde Pilcher – Liebe ist die beste Therapie
- 2023: Der Dänemark-Krimi: Blutlinie (ARD-Fernsehreihe)
- 2024: Dünentod – Tod auf dem Meer
- 2025: Tatort: Restschuld (Fernsehreihe)

## Hörspiele
- 2005: Karlheinz Koinegg: Ritter Artus und die Ritter der Tafelrunde (Sir Lancelot) – Regie: Angeli Backhausen (Kinderhörspiel (6 Teile) – WDR)
- 2010: Judith Lorentz: Rico, Oskar und die Tieferschatten – Regie: Judith Lorentz (Kinderhörspiel – WDR)
- 2013: Hans Zimmer: Tauben fliegen nur nach Hause – Regie: Christine Nagel (Kinderhörspiel – DKultur)
- 2013: Pete Dexter: Deadwood – Regie: Leonhard Koppelmann Hörspiel (2 Teile – DKultur)
- 2013: Émile Zola: Das Geld – Bearbeitung und Regie: Christiane Ohaus Hörspiel (3 Teile – RB/NDR/SR/DKultur)
- seit 2020: Der junge Sherlock Holmes (Hörspielserie, als Mycroft Holmes), Floff Publishing/Audible
- 2022: Anne-M. Keßel: Anne Bonny. Die Piratin – Regie: Martin Zylka (Hörspielserie – WDR)[13]
- 2022: Grit Lemke: Kinder von Hoy  (MDR Kultur Hörbuch)

## Hörbücher
- Rainer Maria Rilke: Die Aufzeichnungen des Malte Laurids Brigge. 6 CDs plus MP3–Version. Argon Verlag, Berlin 2005, ISBN 3-87024-015-6.
- Daniel Defoe: Robinson Crusoe. Der Audio Verlag, Berlin 2009, ISBN 978-3-89813-868-0 (Hörspiel, 1 CD, 50 min)
- Deepa Anappara: Die Detektive vom Bhoot-Basar. 2 MP3-CDs. Argon Verlag, Berlin 2020, ISBN 978-3-8398-1779-7